# Instrumenti
Instrumenti — электронная инди-поп-группа из Риги, Латвия. Создана двумя музыкантами Shipsi (Янис Шипкевиц) и Reynsi (Рейнис Сейянс). В 2014 году полноправным участником стал продюсер группы Гатис Закис.
На протяжении многих лет различные музыканты и художники из Латвии, Швеции, Финляндии, Франции и Исландии называли себя временными членами Instrumenti.
Instrumenti, электро-инди-поп-группа, состоящая из двух человек, оказалась одной из успешныхбалтийских концертных групп десятилетия.
Летом 2008 года группа выпустила свой первый сингл «Life Jacket Under Your Seat», который сразу же привлек внимание латвийских радиостанций. Однако официально группа образовалась лишь в 2009 году. Shipsi (вокал/клавишные) поёт фальцетом, в то время как Reynsi (ударные/клавишные/вокал) в большинстве своём играет на инструментах. Звук Instrumenti был описан как смесь Muse, Sigur Rós и Майкла Джексона.
В августе 2011 года Instrumenti выпустили свой дебютный альбом TRU, записанный в студии Greenhouse в Рейкьявике в сотрудничестве с продюсерами и аранжировщиками, которые работали над большинством записей Sigur Rós, Björk и Jónsi.
Будучи одной из самых востребованных балтийских групп, Instrumenti выступали на самых больших площадках в странах Балтии и принимали участие в многочисленных фестивалях по всей Европе (Германия, Австрия, Швеция, Исландия, Норвегия, Польша, Великобритания, Франция, Бельгия, Чехия и др.) — SXSW, The Great Escape, Eurosonic Noorderslag, Heineken Opener, Positivus, Rock For People, Waves Vienna, Tallinn Music Week и другие.
Что делает Instrumenti пленительным, так это природное остроумие, харизма, креативность и навыки дуэта, которые позволяют им деликатно смешивать различные стили и жанры, создавая приятное звуковое и визуальное приключение.
В 2013 году Instrumenti участвовали в ряде европейских фестивалей, играя вместе с Friendly Fires, Keane, The Vaccines, Hurts и Skrillex.

## Награды
Instrumenti получил две музыкальные награды Annual Latvian Music Recording Awards 2010 — за лучшую песню («Apēst Tevi») и за лучший дебют (EP «Pandemiya»).

## Живые шоу
Instrumenti выступали в Германии, Австрии, Исландии, Норвегии, Польше, Великобритании, Франции, Бельгии, Чехии, Швеции, Литве, Эстонии, России, США, Великобритании.

## Дискография

### Альбомы
- TRU (31 августа 2011, Instrumenti, CD/винил)
- PROCRASTINATION (21 мая 2013, Instrumenti, CD/винил)
- Iekams (2 декабря 2014, Instrumenti, CD/винил)
- Atkala (8 декабря 2017, Instrumenti, CD/винил)
- Cilvēks (15 марта 2019, Instrumenti, CD/винил)

### EP
- Pandemiya (2009, Instrumenti, CD; Содержит синглы «Life Jacket Under Your Seat», «Kvik Myndir», «(Back of Your) Drawer», «Peace (There Must Be)» и официальное видео на «Kvik Myndir»)

### DVD
- Tru Live (5 сентября 2012, Instrumenti, DVD/Blu-ray Disc)

### Синглы в эфире
| 2009 г.                 | Zemeslodes                               | TRU             | 1  |
| 2009 г.                 | Apēst tevi                               | TRU             | 1  |
| 2009 г.                 | (Back of Your) Drawer                    | Pandemiya       | 20 |
| 2009 г.                 | Life Jacket Under Your Seat              | Pandemiya       | 30 |
| 2009 г.                 | Kvik Myndir                              | Pandemiya       | 46 |
| 2010                    | Born to Die                              | TRU             | 2  |
| 2011                    | Pilnīgi viens                            | TRU             | 1  |
| 2011                    | The Time Is Now                          | TRU             | 14 |
| 2011                    | Lie Down (Viss ir otrādāk) feat. Gustavo | TRU             | 18 |
| 2011                    | Pieturi mani sev klāt                    | TRU             | 24 |
| 2013                    | Don’t Hold Onto Me                       | PROCRASTINATION | 24 |
| [A] Latvian Airplay Top |                                          |                 |    |

### Видео
| Песня              | Режиссёр                          | Год  |
| ------------------ | --------------------------------- | ---- |
| Apēst tevi         | Ксения Сундеева-Заке              | 2009 |
| Kvik myndir        | Ксения Сундеева-Заке              | 2010 |
| Pilnīgi viens      | Ивар Траутманис и Эдуард Зайганов | 2011 |
| Aeon River         | Ксения Сундеева-Заке              | 2013 |
| Don’t Hold Onto Me | Угис Олте                         | 2013 |
| Heartcore          | Индрикис Гелзис                   | 2013 |